# Mitiaro (circonscription)
Pour l'île, voir Mitiaro.
Inscrits : 119 (2006)
La circonscription électorale de Mitiaro est l'une des 24 circonscriptions des îles Cook, représentant les habitants de l'île de Mitiaro. L'actuel député en est Tangata Mouauri Vavia (Parti démocrate) qui remporta les élections de 2006. À cette même date, la circonscription comptait 219 habitants.

## Source
- Constitution des îles Cook